# Caragobius rubristriatus
Caragobius rubristriatus är en fiskart som först beskrevs av Saville-kent, 1889.  Caragobius rubristriatus ingår i släktet Caragobius och familjen smörbultsfiskar. Inga underarter finns listade.